# Medersa es-Sahrij

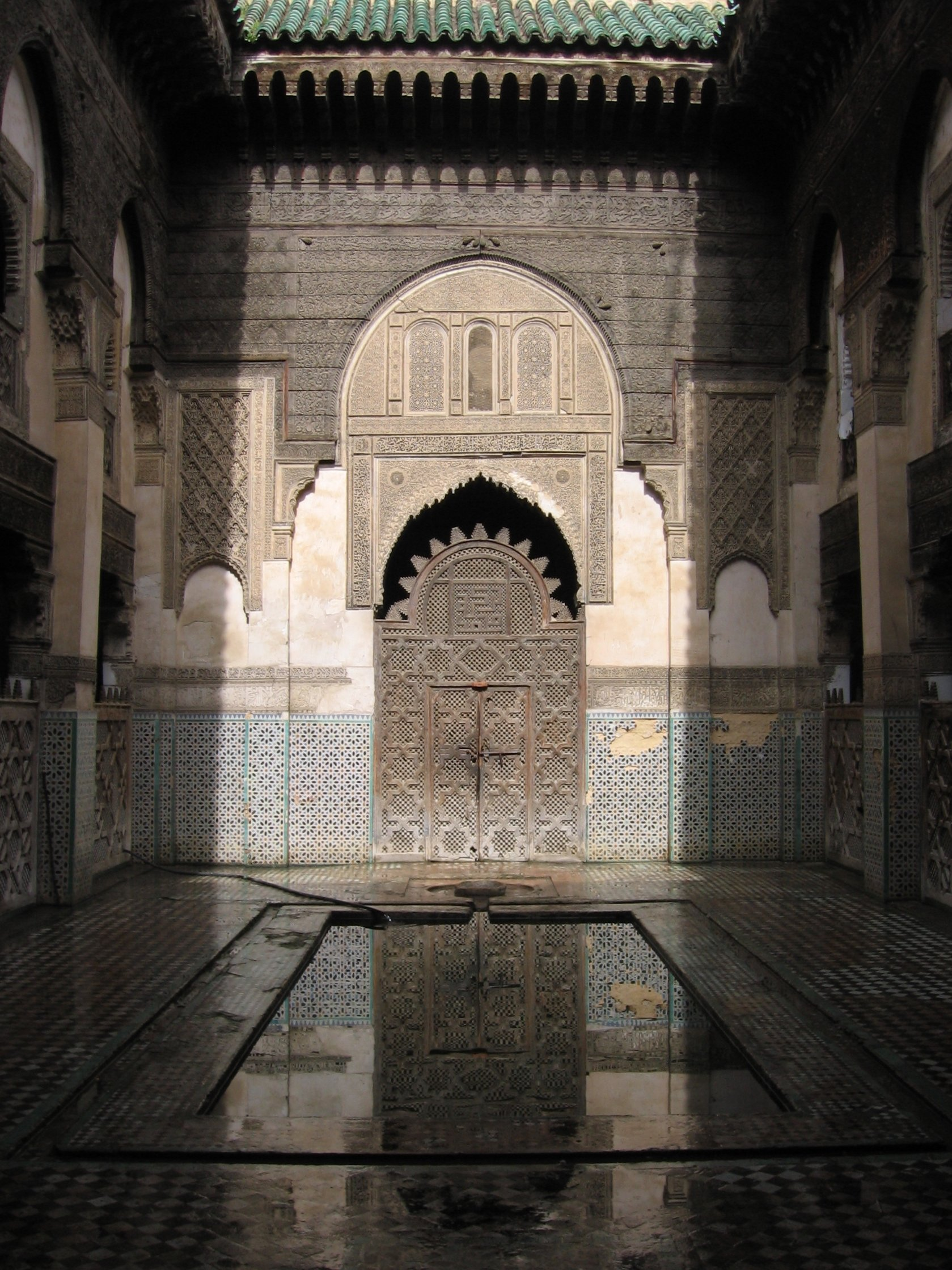
Medersa es-Sahrij

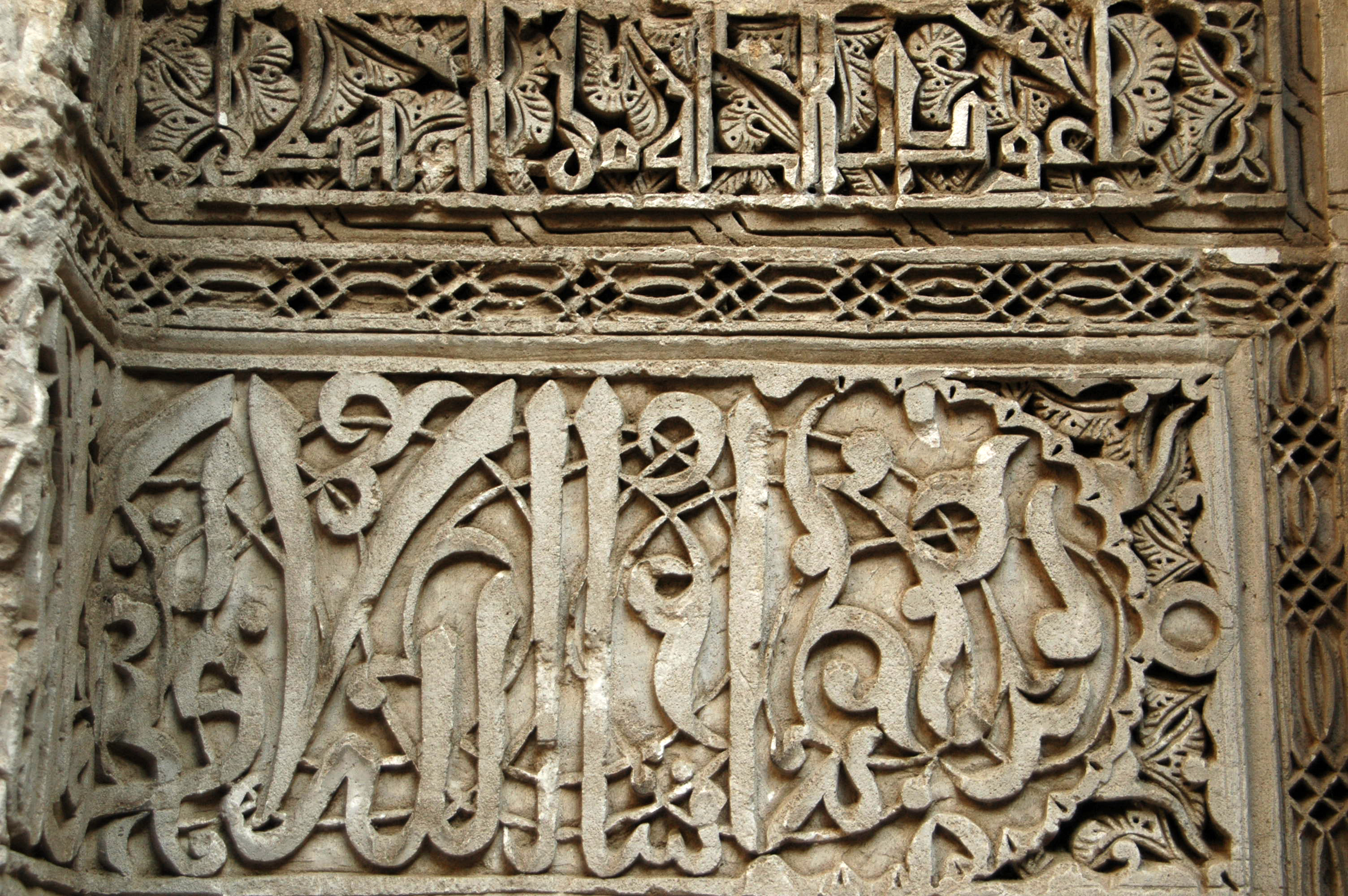
Stuckdekor

Die Medersa es-Sahrij (arabisch مدرسة الصهريج, DMG Madrasat aṣ-Ṣahrīǧ) ist eine Koranschule aus der Zeit der Meriniden in der ehemaligen Landeshauptstadt Fès in Marokko. Als Teil der Medina von Fès gehört sie seit dem Jahr 1981 zum UNESCO-Welterbe.

## Lage
Die Medersa es-Sahrij liegt in der Altstadt von Fès el-Bali bei der Andalusier-Moschee etwa auf halbem Weg (jeweils etwa 500 m) zwischen der Qarawīyīn-Moschee und dem Bab Ftouh. Unmittelbar daneben befindet sich die kleinere Madrasa as-Sba'iyyin.

## Geschichte
Die Medersa ist eine Gründung des damaligen Prinzen und späteren Sultans Abu l-Hasan (reg. 1331–1348) aus dem Jahr 1321; sie wurde erst im Jahr 1328 vollendet. Unter der Herrschaft der Saadier wurde sie im 17. Jahrhundert restauriert; eine zweite Restaurierung fand in den Jahren 1917 bis 1924 unter französischer Kolonialverwaltung statt. Nach einer weiteren Restaurierung wurden beide Medersen im Jahr 2017 wiedereröffnet.

## Architektur
Wie alle merinidischen Medersen ist auch die Medersa es-Sahrj um einen Innenhof herum gebaut, dessen Wände mit unterschiedlichen Materialien (Kachelmosaiken (zellij), Stuck und Holz) ästhetisch differenziert gestaltet sind. Das Dach ist mit grün glasierten Ziegeln gedeckt. Die mit Kachelmosaiken ausgelegte Bodenfläche des Innenhofs wird ungewöhnlicherweise beinahe komplett von einem flachen rechteckigen Wasserbecken eingenommen. Die anschließenden Räume des Erdgeschosses dienten zu Unterrichtszwecken; ein Raum diente zu Gebetszwecken (masjid). Im Obergeschoss befinden sich 26 karg ausgestattete Wohn-/Schlafräume der Studenten.